# Eventyret om den vidunderlige kartoffel
Eventyret om den vidunderlige kartoffel er en dansk tegnefilm fra 1986 med instruktion og manuskript af Anders Sørensen.

## Handling
Det er en af hverdagens anonyme helte, der er hovedpersonen i denne muntre, kulturhistoriske gennemgang af kartoflens vandring fra indianernes land til det danske middagsbord.